# St George’s Chapel (Windsor Castle)

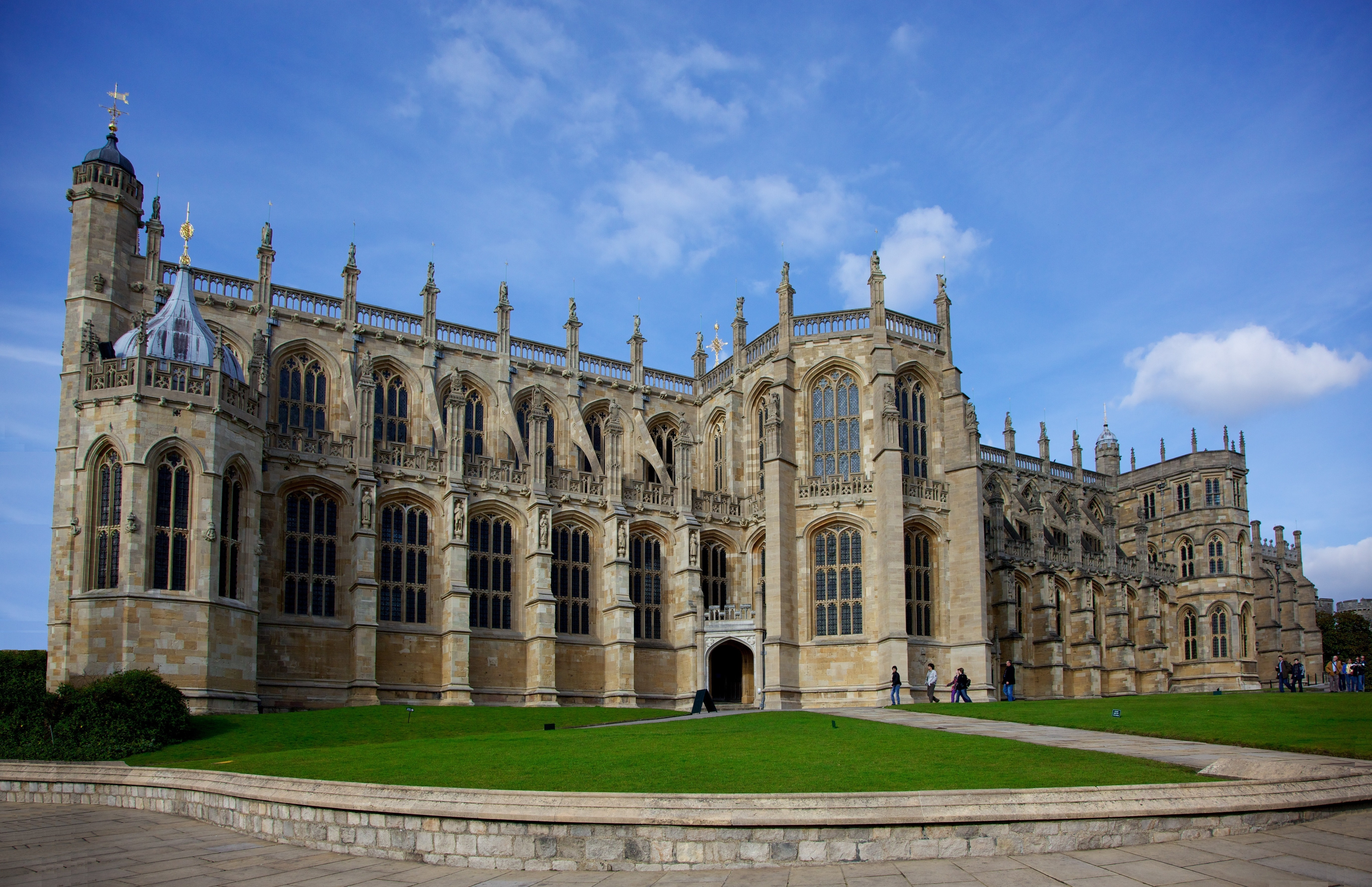
Die Kapelle von Süden

Plan von Windsor Castle: A: Runder Turm (Keep) B: Oberer Hof (das „Viereck“) C: Staatsgemächer D: Private Gemächer E: Südflügel F: Unterer Hof G: St George’s Chapel H: Hufeisenkreuzgang (Horseshoe Cloister) K: Tor König Heinrichs VIII. (Haupteingang) L: Der Lange Weg (The Long Walk) M: Normannisches Tor N: Nordterrasse O: Turm Eduards III. T: Glockenturm (Curfew Tower)

Die St George’s Chapel ist eine Kollegiatstiftskirche in Windsor Castle in Großbritannien. Sie gilt als eines der Hauptwerke des Perpendicular Style. Als King’s Free Chapel ist sie Eigenkirche der britischen Monarchen und dient als Kapelle des Hosenbandordens sowie als Grablege für zahlreiche Angehörige der Königsfamilie. Außerdem fanden in der Kapelle zahlreiche Hochzeiten und Taufen von Mitgliedern der Königsfamilie statt.

## Geschichte
Bereits in der ersten Hälfte des 13. Jahrhunderts errichtete König Heinrich III. an der Stelle des heutigen Baus eine dem heiligen Eduard dem Bekenner geweihte Kapelle. Am 6. August 1348 stiftete König Eduard III. das Kollegiatstift St George in Windsor Castle. Das Stift bestand aus einem Dekan und zwölf Kanonikern, denen jeweils ein Vikar als Stellvertreter zur Seite stand. Dazu kamen noch vier Chorsänger, sechs Chorknaben und zwei Glöckner, womit das Stift genauso viele Geistliche wie die Sainte-Chapelle der französischen Könige in Paris hatte. Eduard III. ließ die vorhandene Kapelle erweitern und ergänzte das Patrozinium um das der Jungfrau Maria und des englischen Nationalheiligen Georg. Dieser militärische Schutzheilige wurde durch den neuen Zweck der Kapelle begründet, die nun als Kapelle der Ritter des Hosenbandordens diente. Diesem Zusammenschluss von Rittern gehörten neben dem König als Oberhaupt 25 weitere Ritter an, die im täglichen Gottesdienst in der Kapelle durch einen Stellvertreter, einen sogenannten Poor Knight, vertreten wurden. Als Kollegiatstift des Hosenbandordens gehörte die Kapelle zu den angesehensten Kirchen im mittelalterlichen England. Um 1350 schenkte der König der Kapelle das Cross of Gneth, eine Kreuzreliquie, die sich ursprünglich im Besitz der walisischen Fürsten von Gwynned befunden hatte. 1351 erklärte Papst Clemens VI. die Kapelle exemt von der Diözese Salisbury und von den Erzbischöfen von Canterbury.

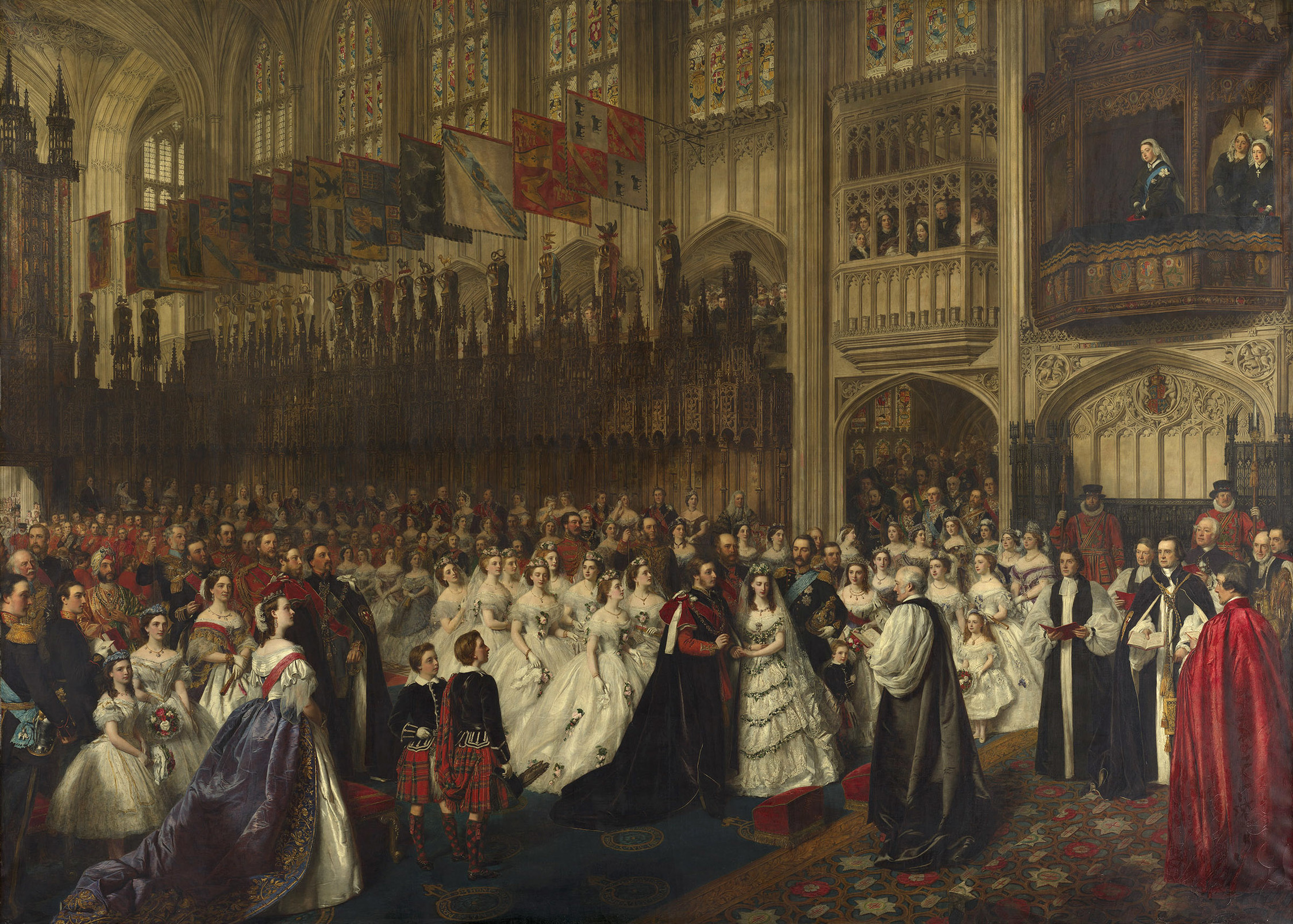
Die Hochzeit von Albert, Prince of Wales mit Alexandra von Dänemark am 10. März 1863. Gemälde von William Frith, 1865

1475 begann Eduard IV. mit dem Bau einer neuen Kapelle, in der er nach seinem Tod auch beigesetzt wurde. Dennoch schritt der Bau zunächst nur langsam voran. Bis 1484 war nur der Chorraum ohne das Gewölbe vollendet. 1503 wurde Sir Reginald Bray, der in seinem Testament erhebliche Summen für den Weiterbau der Kapelle gestiftet hatte, im südlichen Querhaus beigesetzt. Durch diese Stiftung konnte der Bau des Langhauses um 1511 abgeschlossen werden. Heinrich VIII. ließ bis 1522 die Lady Chapel vollenden, die ursprünglich als Grabkapelle für Heinrich VII. vorgesehen war, der dann jedoch in Westminster Abbey beigesetzt wurde. Um 1528 war der Bau der Kapelle vollendet. Das Stiftskapitel wurde auch während der Reformation nicht aufgelöst und nach der Auflösung während des Englischen Bürgerkriegs im 17. Jahrhundert fortgeführt. Die Zahl der Poor Knights war von Heinrich VIII. auf dreizehn reduziert worden, seit 1833 werden sie Military Knights of Windsor genannt. Gegen Ende des 18. Jahrhunderts begannen unter Georg III. Restaurierungsarbeiten an der Kapelle. Zwischen 1804 und 1810 wurde unter der ehemaligen Lady Chapel, die nun als Grabkapelle dient, eine königliche Gruft errichtet. Unter Victoria restaurierte Thomas Willement zwischen 1841 und 1861 die Buntglasfenster der Kapelle und ergänzte sie. In der Zeit von 1863 bis 1867 wurde die Kapelle durch Sir Gilbert Scott umfassend restauriert und dabei die Lady Chapel zur Albert Memorial Chapel umgebaut. Eine weitere Restaurierung der Kapelle erfolgte zwischen 1920 und 1930 durch Sir Harold Brakspear. 1969 wurde als letzter Anbau die King George VI Memorial Chapel am nördlichen Seitenschiff fertiggestellt.
Neben den Kathedralkirchen und Westminster Abbey ist die Kapelle heute die einzige Kirche Großbritanniens mit einem Kapitel aus Säkularkanonikern. Das Kapitel besteht aus dem Dekan von Windsor, derzeit (2024) Christopher Cocksworth, und sechs weiteren Mitgliedern.

## Anlage

### Äußeres

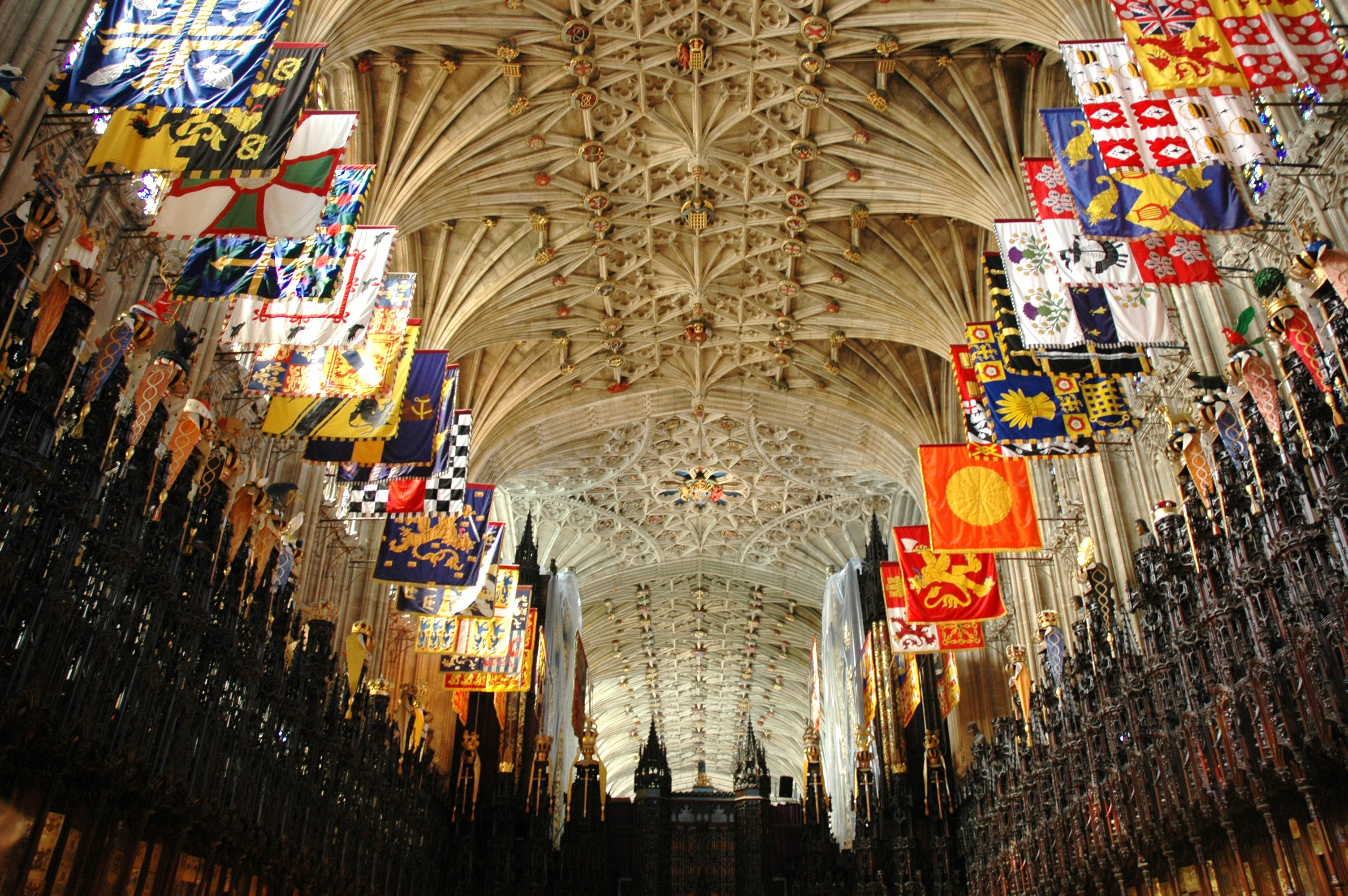
Blick vom Chorraum auf das Gewölbe des Hauptschiffs

Die freistehende, turmlose St George’s Chapel beherrscht den unteren Burghof (Lower Ward) von Windsor Castle. Obwohl sie offiziell nur den Rang einer Kapelle hat, besitzt sie mit 237 Fuß (etwa 72 m) Länge die Größe mancher Kathedralen. Das aus hellem Sandstein errichtete Bauwerk gilt als eines der Hauptwerke des späten Perpendicular Style. Das Äußere wird geprägt durch die großen Fenster und die reich verzierten Strebebögen. Das flachgedeckte Dach ist nicht sichtbar, stattdessen wird der Bau von einer Brüstung mit Fialen abgeschlossen, die Wappentiere der Häuser Lancaster und York wie Falke, Hirsch, Drache und andere Tiere darstellen. Das ausgeprägte Querhaus befindet sich in der Mitte der Kapelle, sodass das Hauptschiff und der Chorraum jeweils sieben Joche haben. Sowohl Hauptschiff als auch Chorraum haben zwei niedrige Seitenschiffe, im Osten wird der Chorraum durch eine einschiffige ehemalige Lady Chapel mit polygonalem Abschluss fortgesetzt.

### Inneres

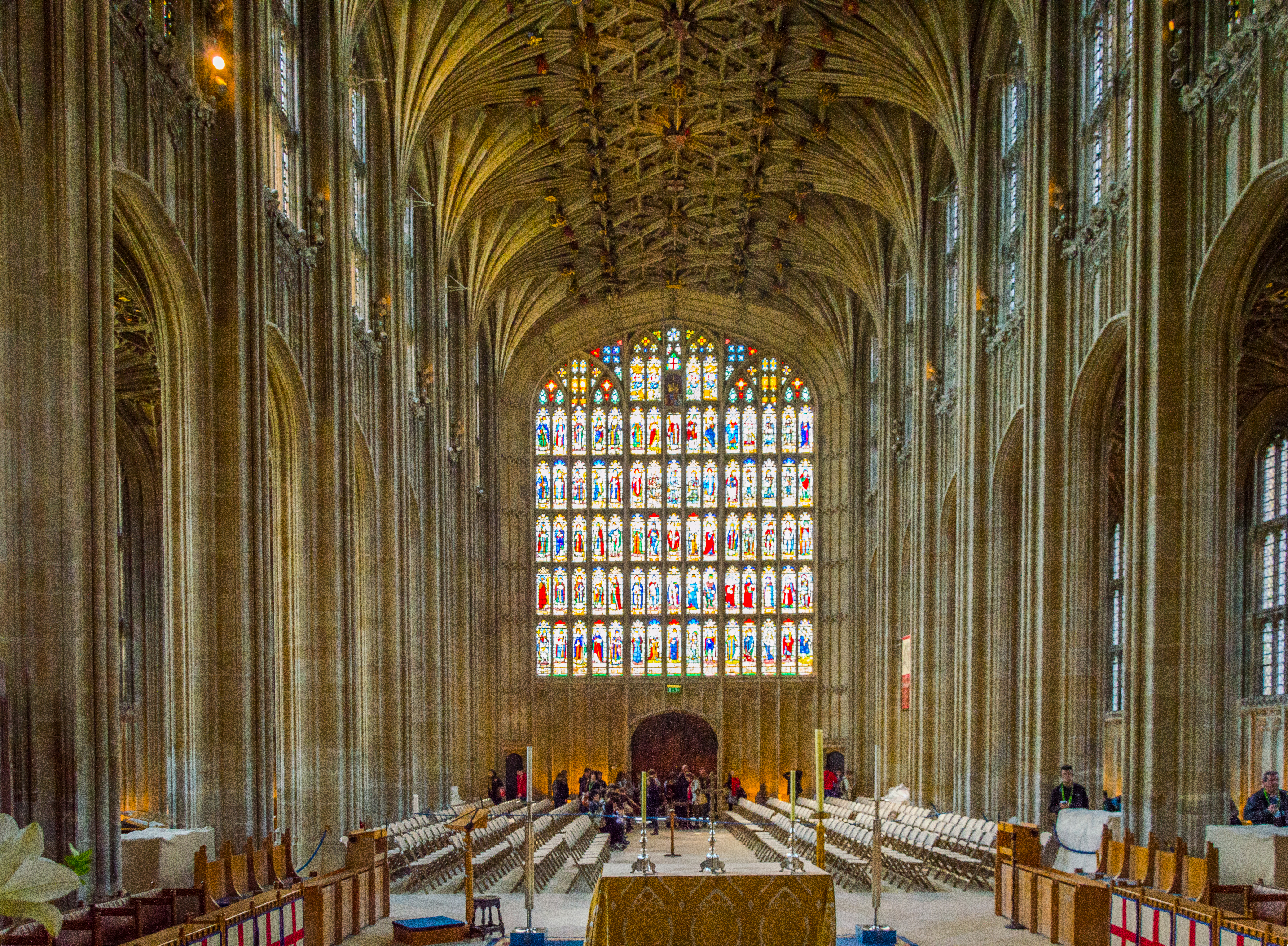
Inneres der Kapelle mit Blick zum Westfenster

Das durch die großen Fenster helle Kircheninnere beeindruckt durch das reich gegliederte Fächergewölbe. Von der Ausstattung der Kapelle sind besonders das prächtige, aus Eiche geschnitzte Chorgestühl für die Ritter des Hosenbandordens, über denen die Banner der aktuellen Mitglieder hängen, sowie die Wappenschilde von über 700 früheren Mitgliedern des Ordens hervorzuheben. Das über 9 m hohe und fast 9 m breite Westfenster gilt als eines der größten Buntglasfenster in Großbritannien, der Großteil der 75 Glasmalereien stammt noch aus dem frühen 16. Jahrhundert. In der Kapelle befinden sich die Gräber von zehn Königen, von zahlreichen anderen Angehörigen der Königsfamilie und von weiteren Angehörigen des Hochadels. Zu den aufwendigsten Grabdenkmälern gehört das von Matthew Cotes Wyatt geschaffene Grabdenkmal für Prinzessin Charlotte in der Urswick Chapel. Die Albert Memorial Chapel wurde im 19. Jahrhundert reich mit Marmor, Mosaiken, Skulpturen und Glasmalereien im neugotischen Stil geschmückt.

#### Grabstätten (Auswahl)
- Prinz George, 1. Duke of Bedford (1477–1479) – (Sohn von König Eduard IV.)
- Mary von York (11. August 1467 bis 23. Mai 1482) – (Tochter von König Eduard IV.)
- Eduard IV., König von England (28. April 1442 bis 9. April 1483)
- Elizabeth Woodville (1437 – 25. August 1492) – (Gemahlin von König Eduard IV.)
- Jane Seymour, Königin von England (um 1509 bis 24. Oktober 1537) – (dritte Gemahlin von König Heinrich VIII.)
- Charles Brandon, 1. Duke of Suffolk (1484 – 22. August 1545) – (Gemahl von Mary Tudor, Schwester von Heinrich VIII.)
- Heinrich VIII., König von England (28. Juni 1491 bis 28. Januar 1547)
- Karl I., König von England (19. November 1600 bis 30. Januar 1649) – (beigesetzt dort am 7. Februar 1649 nach seiner Enthauptung vor dem Banqueting House in Whitehall am 30. Januar 1649)
- ein unbenannter Prinz (25. März 1697) – (Sohn von Königin Anne)
- ein unbenannter Prinz (15. September 1698) – (Sohn von Königin Anne)
- Maria Walpole, Duchess of Gloucester (10. Juli 1736 bis 22. August 1807) – (Gemahlin von William Henry, Duke of Gloucester and Edinburgh)
- Prinzessin Amelia (7. August 1783 bis 2. November 1810) – (Tochter von König Georg III.)
- William Henry, Duke of Gloucester and Edinburgh (25. November 1743 bis 25. August 1805) – (Bruder von König Georg III.)
- Prinzessin Augusta von Hannover, Princess Royal (11. August 1737 bis 23. März 1813) – (Schwester von König Georg III.)
- Charlotte Augusta (7. Januar 1796 bis 6. November 1817) –  (Tochter von König Georg IV.)
- Sophie Charlotte von Mecklenburg-Strelitz, Königin von Großbritannien (19. Mai 1744 bis 17. November 1818) –  (Gemahlin von König Georg III.)
- Georg III., König von Großbritannien (4. Juni 1738 bis 29. Januar 1820)
- Prinzessin Elizabeth (10. Dezember 1820 bis 4. März 1821) – (Tochter von König Wilhelm IV.)
- Frederick Augustus, Duke of York and Albany (16. August 1763 bis 5. Januar 1827) – (Sohn von König Georg III.)
- Georg IV., König von Großbritannien (12. August 1762 bis 26. Juni 1830)
- William Frederick, Duke of Gloucester and Edinburgh (15. Januar 1776 bis 30. November 1834) – (Sohn von William Henry, Duke of Gloucester and Edinburgh)
- Wilhelm IV., König von Großbritannien (21. August 1765 bis 20. Juni 1837)
- Prinzessin Augusta Sophia von Großbritannien, Irland und Hannover (8. November 1768 bis 22. September 1840) – (Tochter von König Georg III.)
- Prinzessin Sophia Mathilda von Gloucester (29. Mai 1773 bis 29. November 1844)
- Adelheid von Sachsen-Meiningen, Königin von Großbritannien (13. August 1792 bis 2. Dezember 1849) –  (Gemahlin von König Wilhelm IV.)
- Adolphus Frederick, 1. Duke of Cambridge (24. Februar 1774 bis 8. Juli 1850) – (Sohn von König Georg III.)
- Mary, Duchess of Gloucester (25. April 1776 bis 30. April 1857) – (Tochter von König Georg III.)
- Georg V., König von Hannover (27. Mai 1819 bis 12. Juni 1878) –  (Enkel von König Georg III.)
- Leopold, Duke of Albany (7. April 1853 bis 28. März 1884) – (Sohn von Königin Victoria)
- Auguste von Hessen, Duchess of Cambridge (25. Juli 1797 bis 6. April 1889) –  (Gemahlin von Adolphus Frederick, 1. Duke of Cambridge)
- Albert Victor, Duke of Clarence and Avondale (8. Januar 1864 bis 14. Januar 1892) –  (Sohn von König Eduard VII.)
- Eduard VII., König von Großbritannien (9. November 1841 bis 6. Mai 1910)
- Alexandra von Dänemark, Königin von Großbritannien (1. Dezember 1844 bis 20. November 1925) –  (Gemahlin von König Eduard VII.)
- Georg V., König von Großbritannien (3. Juni 1865 bis 20. Januar 1936)
- Georg VI., König von Großbritannien (14. Dezember 1895 bis 6. Februar 1952)
- Maria von Teck, Königin von Großbritannien (26. Mai 1867 bis 24. März 1953) –  (Gemahlin von König Georg V.)
- Prinzessin Margaret, Countess of Snowdon (21. August 1930 bis 9. Februar 2002) –  (Schwester von Königin Elisabeth II.)
- Elizabeth Bowes-Lyon, Königin von Großbritannien (4. August 1900 bis 30. März 2002) –  (Gemahlin von König Georg VI.)
- Philip, Duke of Edinburgh (10. Juni 1921 bis 9. April 2021) –  (Prinzgemahl von Königin Elisabeth II.)
- Elisabeth II., Königin von Großbritannien (21. April 1926 bis 8. September 2022)

#### Orgel
Die Orgel der St George’s Chapel wurde zu Beginn des 20. Jahrhunderts von dem Orgelbauer Walter & Söhne erbaut und zuletzt 2002 von den Orgelbauern Harrison & Harrison umfassend restauriert und mit einer neuen Spielanlage ausgestattet. Das Instrument hat 71 Register auf vier Manualen und Pedal.
| I Choir Organ C–c4 |                   |    |
|                    | In the North case |    |
| 01.                | Quintadena        | 8′ |
| 02.                | Gedackt           | 8′ |
| 03.                | Principal         | 4′ |
| 04.                | Spitzflute        | 4′ |
| 05.                | Waldflute         | 2′ |
| 06.                | Sesquialtera      |    |
| 07.                | Cimbel III        |    |
| 08.                | Krummhorn         | 8′ |
|                    | Tremulant         |    |
|                    |                   |    |
|                    | On the Screen     |    |
| 09.                | Diapason          | 8′ |
| 10.                | Lieblichflute     | 8′ |
| 11.                | Octave            | 4′ |
| 12.                | Lieblichflute     | 4′ |
| 13.                | Superoctave       | 2′ |
| 14.                | Mixture IV        |    |
| 15.                | Trompette         | 8′ |

| II Great Organ C–c4 |                  |     |
| 16.                 | Double Diapason  | 16′ |
| 17.                 | Open Diapason I  | 08′ |
| 18.                 | Open Diapason II | 08′ |
| 19.                 | Stopped Diapason | 08′ |
| 20.                 | Principal        | 04′ |
| 21.                 | Open Flute       | 04′ |
| 22.                 | Fifteenth        | 02′ |
| 23.                 | Block Flute      | 02′ |
| 24.                 | Cornet II-V      |     |
| 25.                 | Mixture IV       |     |
| 26.                 | Double Trumpet   | 16′ |
| 27.                 | Trumpet          | 08′ |
| 28.                 | Clarion          | 04′ |

| III Swell Organ C–c4 |                  |         |
| 29.                  | Quintadena       | 16′     |
| 30.                  | Violin Diapason  | 08′     |
| 31.                  | Lieblich Gedackt | 08′     |
| 32.                  | Echo Gamba       | 08′     |
| 33.                  | Voix Celeste     | 08′     |
| 34.                  | Principal        | 04′     |
| 35.                  | Rohrflute        | 04′     |
| 36.                  | Nazard           | 02 ⁄3′  |
| 37.                  | Fifteenth        | 02′     |
| 38.                  | Tierce           | 01 3⁄5′ |
| 39.                  | Mixture IV       |         |
| 40.                  | Oboe             | 08′     |
| 41.                  | Vox Humana       | 08′     |
| 42.                  | Contra Fagotto   | 16′     |
| 43.                  | Cornopean        | 08′     |
| 44.                  | Clarion          | 04′     |
|                      | Tremulant        |         |

| IV Solo Organ C–c4 |                    |    |
| 45.                | Cor de Nuit        | 8′ |
| 46.                | Concert Flute      | 4′ |
| 47.                | Viole d’Orchestre  | 8′ |
| 48.                | Viole Celeste      | 8′ |
| 49.                | Corno di Bassetto  | 8′ |
| 50.                | Orchestral Oboe    | 8′ |
| 51.                | Orchestral trumpet | 8′ |
| 52.                | Orchestral Clarion | 4′ |
|                    | Tremulant          |    |

| Pedal Organ C–g1 |                 |     |
| 53.              | Sub Bourdon     | 32′ |
| 54.              | Open Diapason   | 16′ |
| 55.              | Bourdon         | 16′ |
| 56.              | Dulciana        | 16′ |
| 57.              | Quintadena      | 16′ |
| 58.              | Principal       | 08′ |
| 59.              | Flute           | 08′ |
| 60.              | Dulciana        | 08′ |
| 61.              | Fifteenth       | 04′ |
| 62.              | Rohrflote       | 04′ |
| 63.              | Open Flute      | 02′ |
| 64.              | Mixture IV      |     |
| 65.              | Double Trombone | 32′ |
| 66.              | Trombone        | 16′ |
| 67.              | Fagotto         | 16′ |
| 68.              | Tromba          | 08′ |
| 69.              | Bassoon         | 08′ |
| 70.              | Octave Tromba   | 04′ |
| 71.              | Schalmei        | 04′ |
| 72.              | Kornet          | 02′ |

- Koppeln
  - Normalkoppeln:I/II, III/I, III/II, IV/I, IV/II, IV/III, I/P, II/P, III/P, IV/P
  - Suboktavkoppeln: IV/IV
  - Superoktavkoppeln: III/III, IV/IV
  - Spezielle Koppeln: Unison off, Zungen und Cornet (II)/IV

### Weitere Gebäude
Nördlich der Kapelle befinden sich die Gebäude, die zwischen 1350 und 1357 als Wohnungen für die Kanoniker errichtet wurden, sowie die Anfang des 15. Jahrhunderts für die Vikare errichtete Common Hall. Dieses Gebäude beherbergt das Archiv und die Bibliothek des Stiftes. Das wegen seiner Form so genannte Horseshoe Cloister am Westende der Kapelle wurde zwischen 1478 und 1481 für die Vikare erbaut.